# روري جينينغز
روري جينينغز (بالإنجليزية: Rory Jennings)‏ هو لاعب اتحاد الرغبي بريطاني، ولد في 24 ديسمبر 1995 في أكسفورد في المملكة المتحدة.